# Звенигородская (станция метро, Москва)
«Звенигоро́дская» (проектное название — «Пре́сня») — строящаяся станция Московского метрополитена на Рублёво-Архангельской линии в районе Хорошёво-Мнёвники (СЗАО).

## Расположение
Расположится между станциями «Народное Ополчение» и «Шелепиха», в районе Хорошёво-Мнёвники возле пересечения улицы Шеногина, Шелепихинского шоссе и 1-го Силикатного проезда.

## История

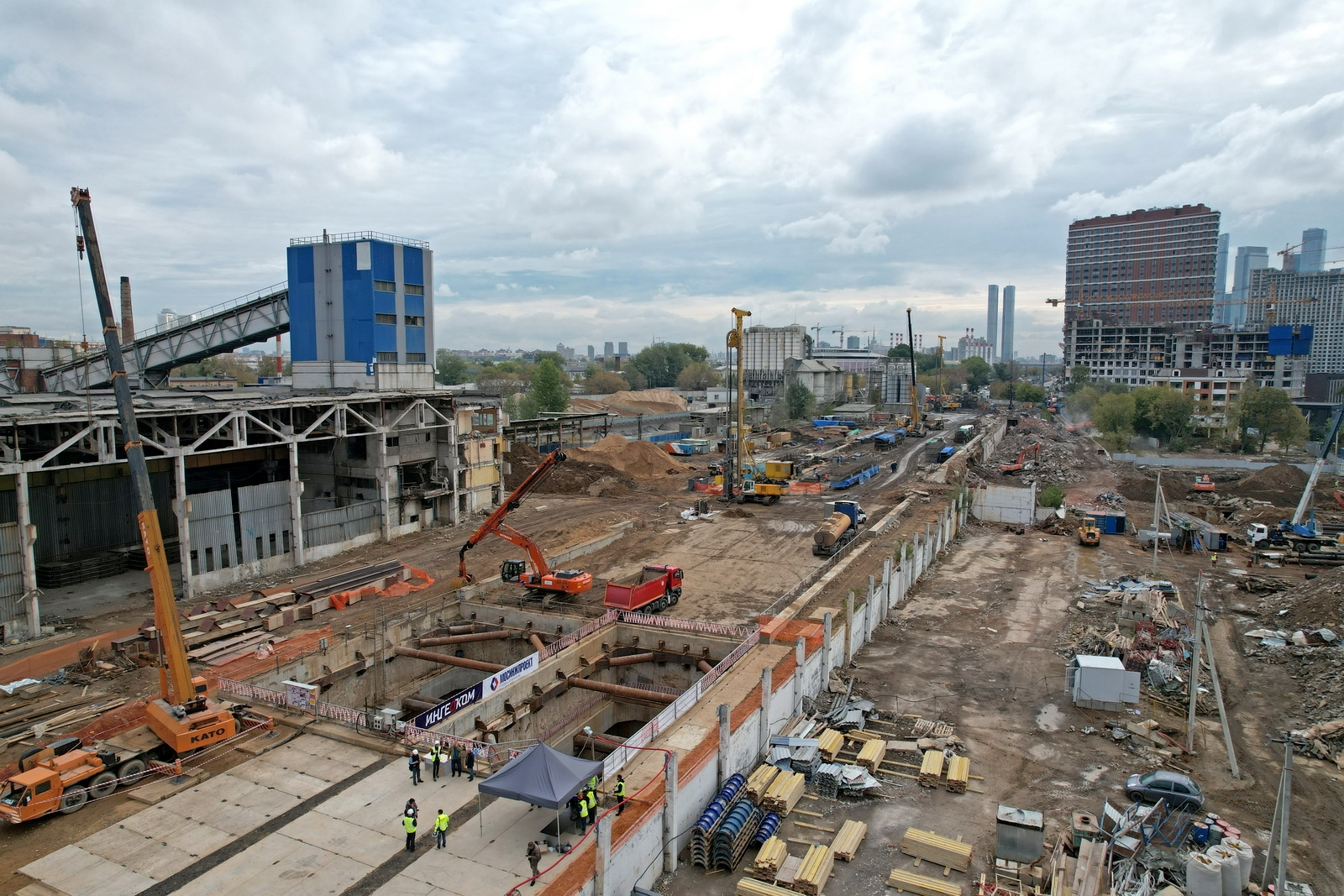
Строительство станции метро «Звенигородская» (сентябрь 2022 года)

- 7 марта 2019 года Градостроительно-земельной комиссией был одобрен проект планировки участка «Шелепиха» — «Строгино» длиной 9,8 км с четырьмя станциями[2].
- 12 октября 2019 года стало известно, что к ним между станциями «Шелепиха» и «Проспект Маршала Жукова» добавилась ещё одна станция — «Пресня». Данная станция уже появлялась в планах строительства линии, но была исключена, ввиду расположения в промзоне. Дополненный проект должен был быть утверждён в 2020 году[3].
- В конце 2019 года планируемая очерёдность пусковых участков была изменена: первым стал участок «Шелепиха» — «Строгино», а участок «Строгино» — «Ильинская» — вторым. Планировалось, что в первый участок длиной 9,8 км войдут 5 станций[4][5].
- 24 мая 2021 года началась проходка левого перегонного тоннеля от станции метро «Народное Ополчение» в сторону станции метро «Звенигородская»[источник не указан 204 дня].
- 22 июня 2021 года был утверждён проект планировки первого участка Рублёво-Архангельской линии метро длиной 12,65 км с шестью станциями: «Звенигородская», «Карамышевская», «Бульвар Карбышева», «Живописная», «Строгино» и «Липовая Роща»[6].
- 24 ноября 2021 года началась проходка правого перегонного тоннеля от станции метро «Народное Ополчение» в сторону станции метро «Звенигородская»[источник не указан 204 дня].
- 10 августа 2022 года мэр Москвы Сергей Собянин утвердил название 22 строящихся станций метро, в том числе пяти станций Рублёво-Архангельской линии[7].
- 22 сентября 2022 года завершена проходка левого перегонного тоннеля от станции метро «Народное Ополчение»[8].
- 6 декабря 2022 года завершена проходка правого перегонного тоннеля от станции метро «Народное Ополчение»[9].

### В составе первого участка
Первый участок Рублёво-Архангельской линии планируется провести от камеры съездов на перегоне «Шелепиха» — «Хорошёвская» до станции «Липовая Роща». Перегон «Шелепиха» — «Хорошёвская» после ввода первого участка планируется использовать в качестве двухпутной ССВ. Длина первого участка составляет 12,65 км, в него входят 6 станций; первая из них «Звенигородская» (ранее «Пресня»).

## Архитектура и оформление
Оформление будет осуществлено в зелёных тонах.

### Вестибюли
- Количество вестибюлей: 2
- Тип вестибюлей: подземные, с выходами к:
  - улице Шеногина,
  - Шелепихинскому шоссе,
  - 1-му Силикатному проезду и
  - проектируемому проезду № 630,
  - к существующей и строящейся жилой и общественной застройке,
  - к остановочным пунктам наземного пассажирского транспорта[12]

## Строительство
- 22 сентября 2022 года была завершена проходка первого тоннеля на строящейся Рублёво-Архангельской линии метро от станции «Народное Ополчение»[13].
- 6 декабря 2022 года была завершена проходка второго тоннеля на строящейся Рублёво-Архангельской линии метро от станции «Народное Ополчение»[14].
- 2 февраля 2023 года была начата цементация грунтов[15].
- 26 сентября 2024 года была начата проходка правого перегонного тоннеля между станциями «Звенигородская» и «Шелепиха»[16].
- 15 января 2025 года была завершена проходка правого перегонного тоннеля между станциями «Звенигородская» и «Шелепиха»[17].
- август 2025 начата черновая отделка станции[18].